# Engelbert I. von Köln

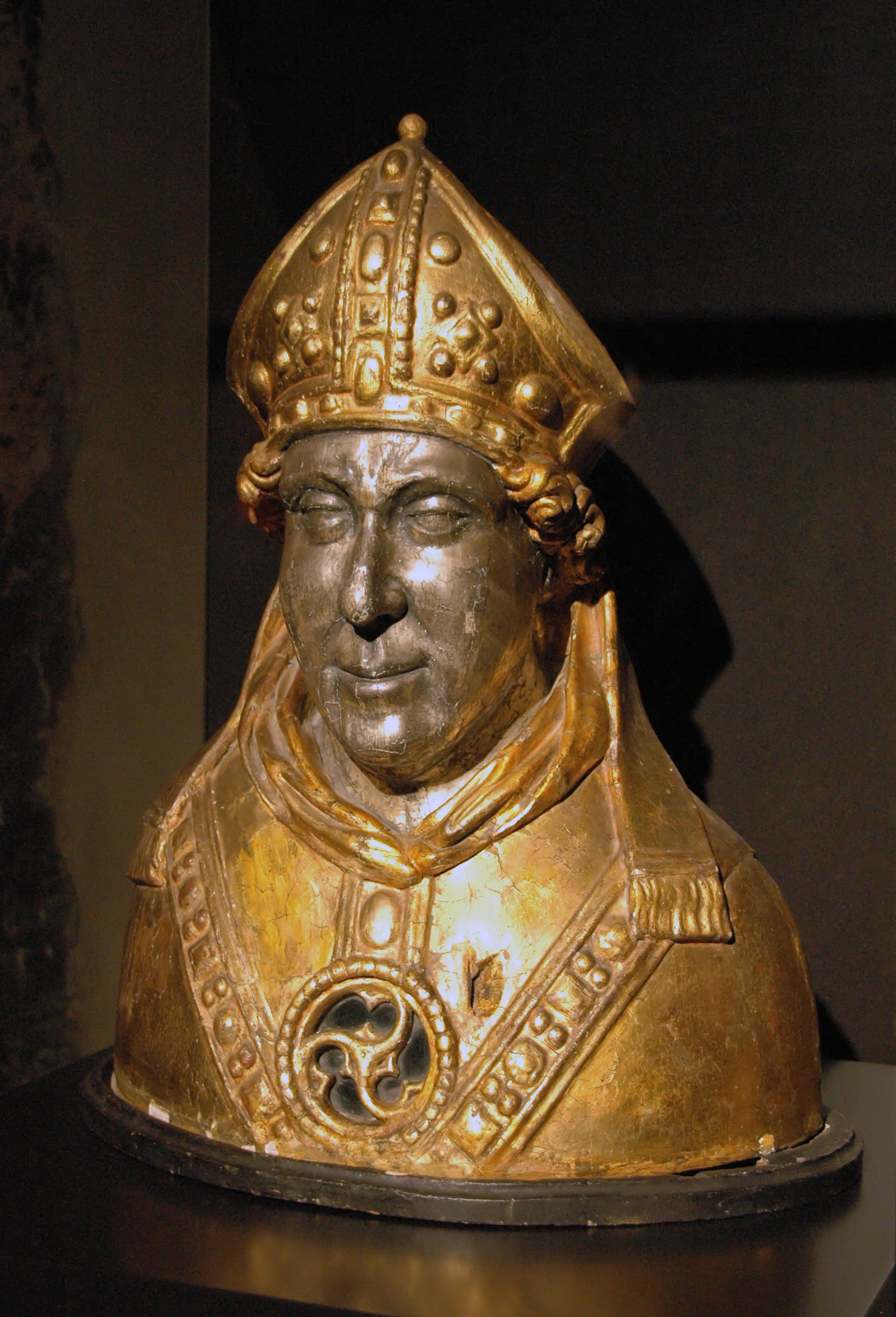
Die Essener Reliquienbüste Engelberts in der Ausstellung Gold vor Schwarz. Westfälische, versilberte und vergoldete Holzschnitzerei, gotisch, Ende 15. Jahrhundert

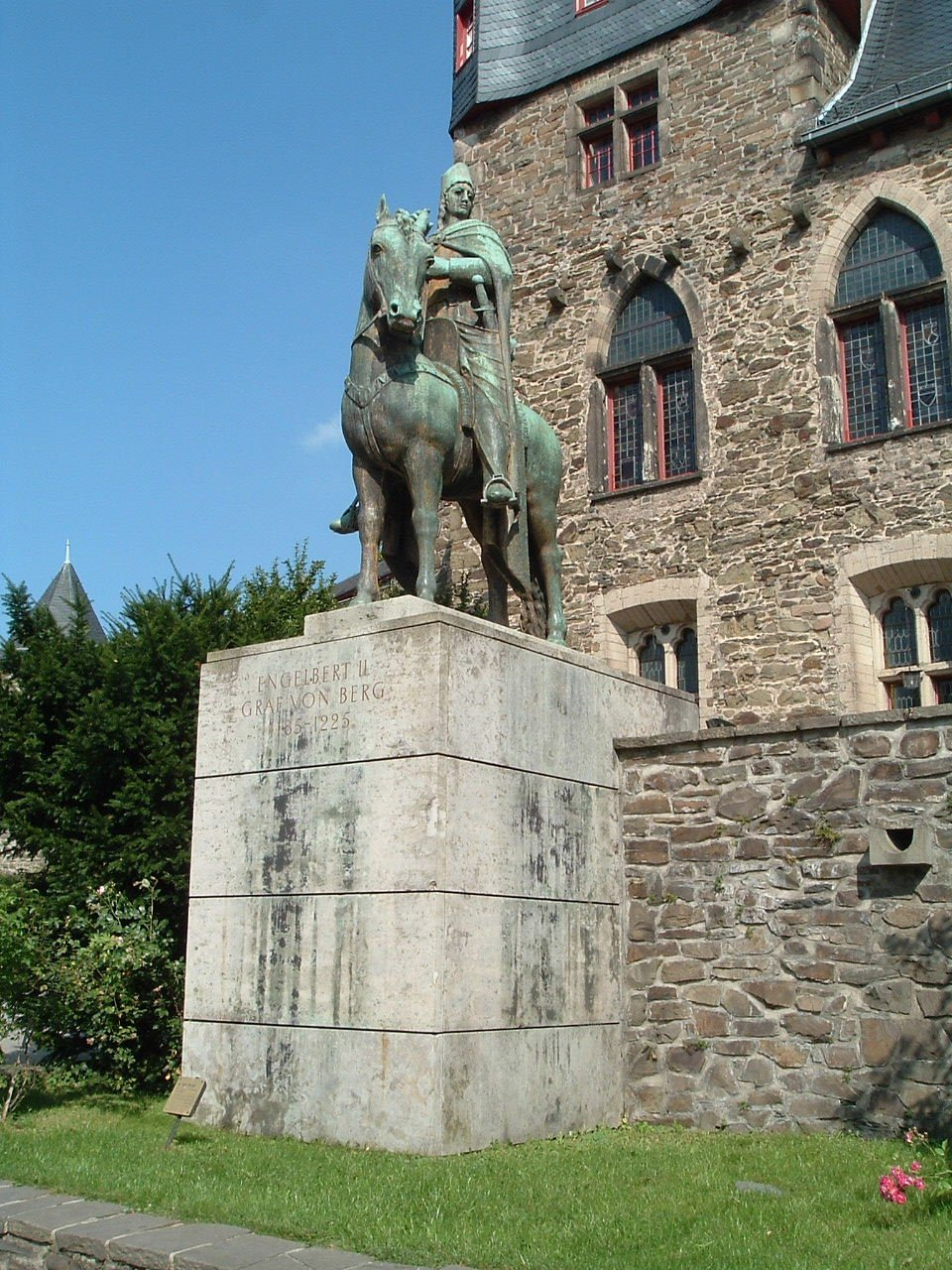
Das Reiterstandbild des Grafen Engelbert II. zu Berg in Schloss Burg von Paul Wynand, 1929

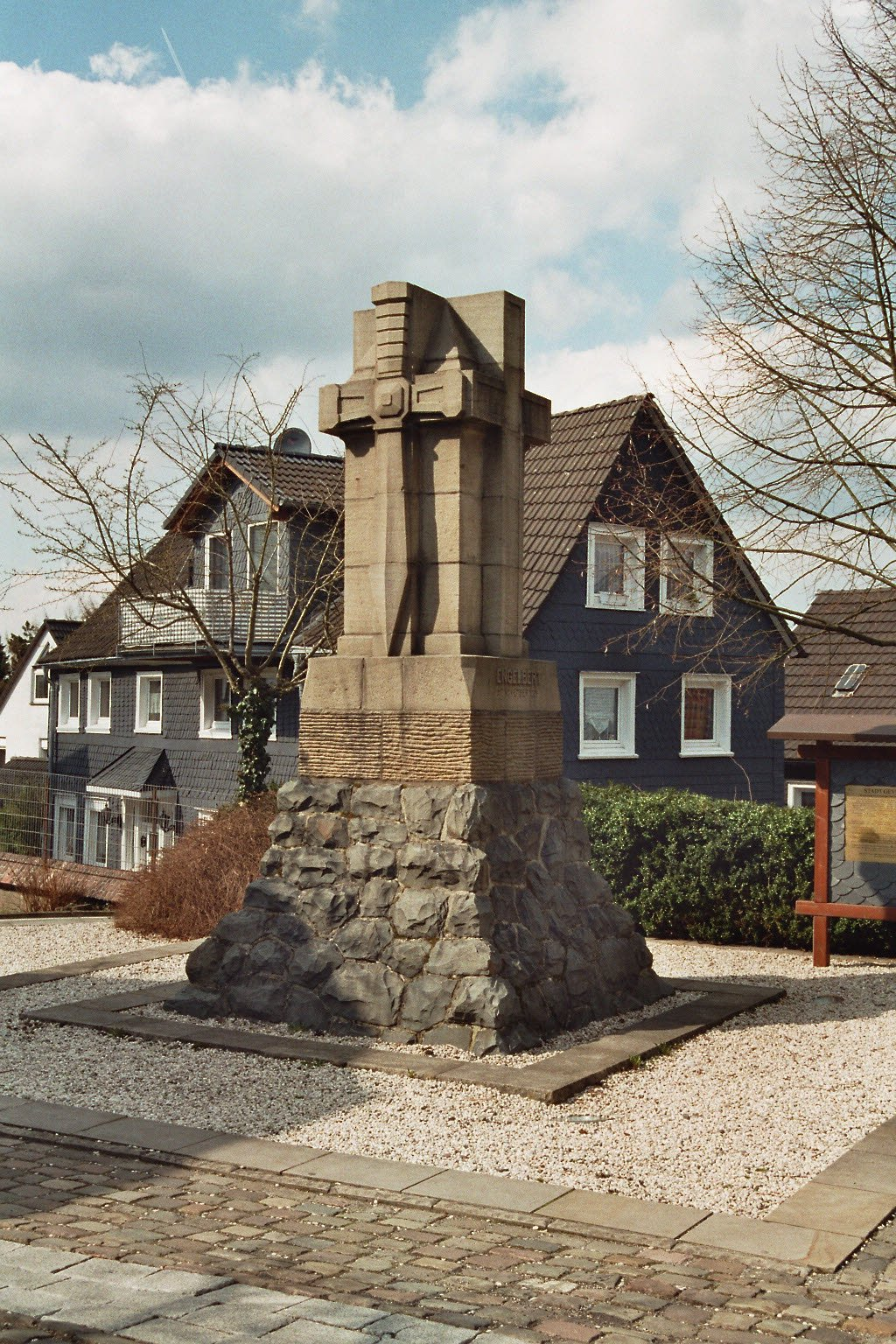
Denkmal für den ermordeten Erzbischof in Gevelsberg

Siegel Erzbischof Engelberts

Engelbert von Berg, später genannt Engelbert der Heilige (* 1185 oder 1186 auf Schloss Burg; † 7. November 1225 bei Gevelsberg), war als Engelbert I. Erzbischof von Köln. Als Graf von Berg wird er als Engelbert II. geführt.

## Leben
Engelbert wurde zwischen dem 8. November 1185 und dem 7. November 1186 als Sohn des Grafen Engelbert I. von Berg aus dem Dynastengeschlecht Berg und dessen zweiter Frau Margarete von Geldern auf Schloss Burg geboren. Engelberts älterer Bruder Adolf III. von Berg übernahm nach dem Tod des Vaters 1189 die Grafschaft Berg.
Ab 1198 ist Engelbert als Propst von St. Georg in Köln belegt. Von 1199 bis 1216 war er Dompropst zu Köln. Auf Drängen seines Vetters, des Kölner Erzbischofs Adolf I., gewählt, kam es zu einer Doppelwahl. Mit seinem Konkurrenten, dem späteren Erzbischof Dietrich I. von Hengebach, prozessierte er nun vier Jahre vor der Kurie und reiste hierfür auch zweimal nach Rom. Schließlich kassierte der Papst beide Wahlen und ordnete eine Neuwahl an, aus welcher Engelbert als einhellig Gewählter hervorging. Als Dompropst vertrat er die Partei seines Onkels, des später abgesetzten Erzbischofs Adolf I. von Altena, dem er auch Güter des Kölner Domstifts zuschanzte. 1203 wurde er zum Bischof von Münster gewählt, lehnte das Amt allerdings ab, weil er nicht das erforderliche Alter von 30 Jahren besaß. 1206 wurde er wegen Unterstützung der prostaufischen Position Erzbischof Adolfs und wegen der von ihm begangenen Verwüstungen im Erzbistum Köln von Papst Innozenz III. gebannt, exkommuniziert und als Dompropst abgesetzt, 1208 aber begnadigt. Letztlich blieb Engelbert ein realistischer Politiker und kam zu einem guten Einvernehmen mit den Gegnern seines Onkels. Seit 1210 auch Propst von St. Severin zu Köln, verhielt er sich in den kommenden Jahren politisch neutral und legte sich während des deutschen Thronstreits weder auf die staufische noch auf die welfische Seite fest. Im Jahr 1212 nahm er gemeinsam mit seinem Bruder Graf Adolf von Berg für 60 Tage am Albigenserkreuzzug teil.
Seine ausgewogene Politik ermöglichte ihm schließlich am 29. Februar 1216 die Wahl zum Erzbischof von Köln, wofür man zuvor wohl die Zustimmung des Papstes wie auch die des Königs Friedrich II. eingeholt hatte. 1217 wurde er durch den Erzbischof Dietrich von Trier zum Bischof geweiht. Die Bischöfe von Münster, Lüttich und Osnabrück fungierten als Mitkonsekratoren. Papst Honorius III. übersandte Engelbert 1218 das erzbischöfliche Pallium, nachdem er zuvor die dem Domkapitel zugefügten Schäden beglichen hatte.
1218 kam Engelberts Bruder Adolf III. von Berg ohne männlichen Nachkommen auf dem Kreuzzug in Ägypten zu Tode. Herzog Walram IV. von Limburg hielt sich in der Grafschaft Berg für erbberechtigt, da sein Sohn Heinrich (später Herzog Heinrich IV. von Limburg) mit Irmgard von Berg, der einzigen Tochter Adolfs, verheiratet war. Obwohl die Tochter seines Bruders nach damaligem Recht erbberechtigt war, beanspruchte Engelbert die Erbschaft seines Bruders für sich. Der Nachfolgestreit wurde nicht in einem gerichtlichen Verfahren, sondern mit Gewalt durch zwei Fehden entschieden. Der Herzog von Limburg verbündete sich mit dem Herzog von Kleve; Engelbert wiederum ging 1217 ein Bündnis mit Brabant ein. Engelbert setzte sich militärisch durch und sein Kontrahent sah sich im Jahr 1220 gezwungen, Frieden zu schließen. Engelbert gestand Walram III. von Limburg als Abfindung eine Jahresrente zu, die gezahlt werden sollte, solange Engelbert die Grafschaft Berg verwaltete. Nach dem Tod des Erzbischofs fiel die Grafschaft Berg an Heinrich von Limburg.
Engelbert stand in enger Verbindung zu Kaiser Friedrich II. 1220 wurde er von diesem zum Reichsprovisor (Reichsverweser) und Vormund des Sohnes Heinrich ernannt, den Engelbert im Jahr 1222 in Aachen zum König krönte. Engelbert bekleidete diese Ämter bis zu seinem Tod und war damit die politisch einflussreichste Person des Reiches. Dies bestätigt auch die 1220 erlassene Confoederatio cum principibus ecclesiasticis, eine Vereinbarung Friedrichs mit den geistlichen Reichsfürsten, an deren Abfassung Engelbert als „Gubernator Regni Teutonici“ federführenden Anteil hatte. Durch sie gingen fast alle früher dem König vorbehaltenen Rechte (Regalien) wie etwa das Markt-, Münz- oder Befestigungsrecht auf die hier erstmals als „Landesherren“ bezeichneten geistlichen Fürsten über. Engelbert war damit wie schon sein Onkel und Amtsvorgänger Adolf I. von Altena an der fortschreitenden Ausprägung sowohl des kurfürstlichen Wahl-Königtums wie auch der territorialen Landesherrschaften in Deutschland maßgeblich beteiligt.
Engelberts Anteil am Landesausbau kommt durch die Rechtsbewidmung bzw. Stadtrechtsverleihung für mindestens 11, wahrscheinlich 13 Stadtburgen zum Ausdruck, darunter Wipperfürth, Attendorn, Brilon, Siegen, Werl und Herford. Er gilt als eigentlicher Begründer des erzkölnischen Territoriums zwischen Maas und Weser (Herzogtum Westfalen).
Viele Hochadelige in Westfalen und im Rheinland sahen ihre Position durch Engelbert gefährdet, der das kölnische Territorium ausbauen wollte und deshalb u. a. Anspruch auf lukrative Vogteien erhob, die bis dahin unter ihrer Kontrolle standen, ihre Einkünfte sicherten und oft auch die Basis eigener Territorialbildungsbestrebungen örtlicher Grafen waren. 
Engelbert betrieb die Erweiterung seines Herrschaftsgebietes auch mit Gewalt, wie der Erbschaftsstreit mit der Tochter seines Bruders, Irmgard von Berg, zeigt (s. o.). Gisela Graichen bezeichnet ihn als „brutalen, rücksichtslosen Machtmenschen“ und verweist auf den Streit um die ertragsreiche Vogtei des Essener Frauenstifts (s. u. „Ermordung Engelberts“).

## Ermordung Engelberts
Am 7. November 1225 wurde Engelbert auf der Rückreise von Soest nach Köln über Schwelm, wo er die Kirche weihen wollte, in einem Hohlweg im heutigen Gevelsberg von einer Gruppe Bewaffneter unter Führung seines Verwandten Graf Friedrich von Isenberg überfallen und von dessen Ministerialen erschlagen.
Vorausgegangen war der Ermordung ein Streit mit Friedrich um die Rechte an der Vogtei des Essener Frauenstifts, die wegen ihrer Größe (u. a. 1440 Bauerngüter) sehr ertragreich war. Um kirchliche Rechte geltend zu machen, hatte die Essener Äbtissin eine ältere Urkunde gefälscht. Friedrich fürchtete um seine Einkünfte; ein Einigungsversuch in Soest verlief erfolglos.
Die Rolle Friedrichs bei dem Attentat, der in seiner Eigenschaft als Burgherr der Isenburg auch als der Isenburger bezeichnet wird, ist schon in zeitgenössischen Berichten ambivalent geschildert: Einerseits feuert er seine Leute im Kampf gegen den sich heftig wehrenden, 1,80 Meter großen Bischof an, dessen Begleiter fast alle geflüchtet waren; andererseits beklagt er dessen Tod als großes Unglück und verhindert die Enthauptung der Leiche. Die Geschichtswissenschaft geht heute davon aus, dass Engelberts Tod nicht geplant war, sondern dass er den Gepflogenheiten der Zeit entsprechend entführt und gefangengesetzt werden sollte.
Als Drahtzieher des Überfalls werden Walram IV. von Limburg und andere Grafen vermutet, die in Opposition zu Engelberts Territorial- und Entvogtungspolitik standen. Ein Hinweis auf die Beteiligung Walrams ist die Einnahme einer erzbischöflichen Burg durch ein limburgisches Heer zwei Tage nach Engelberts Tod, für deren Planung und Vorbereitung deutlich mehr als zwei Tage erforderlich gewesen sein dürften.
Der Versuch seines noch in der Nacht zum Tatort zurückgekehrten Gefolges, Engelberts Leiche in Schwelm aufbahren zu lassen, scheiterte an der Weigerung der dortigen Kleriker. Auch der Versuch, ihn auf den Bergischen Stammsitz Engelberts, das heutige Schloss Burg zu bringen, soll gescheitert sein, da dem Leichenzug angeblich der Zutritt verwehrt wurde. Sein Leichnam wurde schließlich nach Altenberg zu den dort von den bergischen Grafen angesiedelten Zisterziensermönchen gebracht, im Kloster gewaschen und für die Bestattung vorbereitet. Vier Tage nach Engelberts Tod kam der Zug mit seinen sterblichen Überresten in Köln an. Das durch Kochen von den Knochen gelöste Fleisch wurde im Turm des alten Doms zu Köln bestattet, während sein Herz im Altenberger Dom verblieb. Die Knochen wurden nach mittelalterlichem Rechtsbrauch zur Klageerhebung benötigt und deshalb in einen Schrein gelegt, um sie vorzeigen zu können.
Am 14. November 1226 wurde Friedrich von Isenberg nach seiner Rückkehr von einer Rom-Reise, wo er offenbar erfolgreich versucht hatte, den Papst von seiner Unschuld zu überzeugen, in Lüttich ergriffen. Er wurde von dem Grafen von Geldern ausgeliefert und anschließend in Köln gerädert. Seine Besitzungen Nienbrügge, Befestigungsanlagen um die Siedlung, Burg und Brücke sowie die Burg Isenberg bei Hattingen wurden durch den Grafen Adolf I. von der Mark geschleift. Die Bürger von Nienbrügge wurden von Adolf zwischen Lippe und Ahse auf dem „Ham“ angesiedelt, wo er am Aschermittwoch 1226 die Stadt Hamm gründete.
Mit Engelberts gewaltsamem Tod endete auch die von ihm im Jahre 1218 begonnene Umbauphase von Schloss Burg an der Wupper, wo ihm zu Ehren 1929 ein Reiterstandbild des Bildhauers Paul Wynand errichtet wurde. Im Rittersaal der Burg ist seine Ermordung auf einem Wandgemälde von Claus Meyer (1856–1919) entsprechend der von Caesarius von Heisterbach verfassten hagiographischen Schilderung dargestellt. 
Die Ermordung Engelberts führte auch dazu, den Ausbau seiner territorialen Macht rückgängig zu machen; so entfestigten die Einwohner der Stadt Soest nach seinem Tod die bischöfliche Zwingburg im Stadtgebiet, das Palatium. Letztendlich veränderte dieser spektakuläre Mord die ganze Ruhrregion.
Walther von der Vogelweide, im Dienste Kaiser Friedrichs II., dichtete im so genannten Engelbrechtston:
wes leben ich lobe, des tot den wil ich iemer klagen
so wê im der den werden fûrsten habe erslagen von Kôlne
owe des duz in diu erde mac getragen!
i ne kan im nach siner schulde keine marter vinden:
im wære alze senfte ein eichîn wit umb sînen kragen.
in wil sin ouch niht brennen noch zerliden noch schinden
noch mit dem rade zerbrechen noch ouch dar uf binden:
ich warte allez ob diu helle in lebende welle slinden.
Wes' Leben ich lobe, dessen Tod will ich immer beklagen
So wehe ihm, der den edlen Fürsten von Köln erschlagen hat!
Wehe darüber, dass die Erde ihn noch tragen mag!
Ich kann, gemessen an seiner Schuld, keine passende Marter finden:
Für ihn wäre allzu sanft eine Schlinge aus Eichenseil anzulegen um seinen Hals.
Ihn auch nicht verbrennen, weder an Gliedern zerstückeln noch ihm die Haut abziehen,
weder mit dem Rade zerbrechen noch ihn darauf binden:
Ich warte bloß darauf, ob die Hölle ihn nicht bei lebendigem Leibe verschlingen will.

## Ruhestätte und Verehrung
Seine Gebeine werden heute in einem barocken Schrein, den Erzbischof Ferdinand von Bayern fertigen ließ, in der Schatzkammer des Kölner Doms aufbewahrt. Der Goldschmied Conrad Duisbergh schuf ihn in den Jahren 1630 bis 1633. Das separat bestattete „Herz des Heiligen“ wird heute als Reliquie in einem modernen Reliquiar im Altenberger Dom aufbewahrt und gezeigt. Fingerreliquien befinden sich in der katholischen Pfarrkirche St. Engelbert in Solingen-Mitte, der Kirche St. Martinus in Solingen-Burg und in der Währinger Pfarrkirche in Wien. Auch ein Stück einer Rippe befindet sich in Währing. Ein Teil des Unterarmes wird in der früheren St.-Engelbert-Pfarrgemeinde in Gevelsberg aufbewahrt. Im Domschatz zu Essen ist ein Engelbert-Reliquiar erhalten, das dem Essener Damenstift gehörte.
Obwohl er nie formal kanonisiert wurde, wird Engelbert in der katholischen Kirche als Heiliger verehrt und ist im Martyrologium Romanum verzeichnet, dem offiziellen Verzeichnis der Seligen und Heiligen der katholischen Kirche. Sein Gedenktag ist der 7. November. Sein Nachfolger Heinrich von Müllenark beauftragte den Mönch Caesarius von Heisterbach, eine Hagiographie zu verfassen, wahrscheinlich um die Heiligsprechung vorzubereiten. Nicht zuletzt durch die von Caesarius verbreiteten Wundergeschichten wurde am Ort der Tat das Kloster Gevelsberg gegründet. Dieses wurde ein Zentrum der Verehrung Engelberts.
Aufgrund seiner zielstrebigen Machtpolitik ist die Berechtigung seiner Heiligenverehrung heute zunehmend umstritten und gilt als Verklärung im Sinne der katholischen und nationalen Romantik im 19. JH. Engelbert, der sowohl Kölner Erzbischof als auch Herzog von Westfalen war, handelte eher wie ein weltlicher Fürst als ein geistlicher Oberhirte. Die weltliche Machtpolitik zu Lebzeiten Engelberts konnte jedoch kaum eine Grundlage dafür sein, als Heiliger verehrt zu werden. Es waren die Umstände seines Todes, die seine Heiligkeit rechtfertigen sollten und heute – aufgrund ihrer Vorgeschichte – kaum noch können.
Im Kölner Dom (Chorumgang Nordseite) befindet sich eine frühbarocke Liegefigur aus braungeädertem Marmor von Heribert Neuss von 1665. Eine Gedenktafel für Engelbert fand Aufnahme in die Walhalla bei Regensburg. Im Rahmen der Neukonzeption des Skulpturenprogramms des Kölner Rathausturms in den 1980er Jahren wurde Engelbert von Köln durch eine Figur von Titus Reinarz im vierten Obergeschoss auf der Westseite des Turmes geehrt.

## Gerichtsmedizinische Untersuchung 1978
Gerichtsmediziner untersuchten im Jahr 1978 seine Gebeine und konnten fast 50 Verletzungen durch Hiebe und Stiche unterschiedlicher Waffen millimetergenau nachweisen. Die hohe Zahl der tiefen Verletzungen wird als Zeichen heftiger Gegenwehr Engelberts und panischer Reaktion der Angreifer interpretiert, da bereits wenige dieser Hiebe sicher tödlich gewesen sind. Seine Körpergröße betrug 1,80 m.

### Lexikonartikel und Kurzprofile
- Eduard Winkelmann: Engelbert, Erzbischof von Köln. In: Allgemeine Deutsche Biographie (ADB). Band 6, Duncker & Humblot, Leipzig 1877, S. 121–124.
- Erich Wisplinghoff: Engelbert I. Graf von Berg. In: Neue Deutsche Biographie (NDB). Band 4, Duncker & Humblot, Berlin 1959, ISBN 3-428-00185-0, S. 508 f. (Digitalisat).
- Heinz Wolter: Engelbert I. v. Berg. In: Lexikon des Mittelalters (LexMA). Band 3. Artemis & Winkler, München/Zürich 1986, ISBN 3-7608-8903-4, Sp. 1917 f.
- Friedrich Wilhelm Bautz: Engelbert I. von Köln. In: Biographisch-Bibliographisches Kirchenlexikon (BBKL). Band 1, Bautz, Hamm 1975. 2., unveränderte Auflage. Hamm 1990, ISBN 3-88309-013-1, Sp. 1510–1511 (Artikel/Artikelanfang im Internet-Archive).
- Gerhard E. Sollbach: 7. November 1225. Der Reichsregent und Erzbischof Engelbert I. von Köln wird erschlagen. (Memento vom 22. Mai 2013 im Internet Archive) Onlinetext der Ausstellung NRW 2000, De-Media.de 2002, letzte Aktualisierung am 1. Oktober 2002.
- Swen Holger Brunsch: Engelbert von Berg (1185/1186–1225), Erzbischof von Köln (1203–1225). In: Portal Rheinische Geschichte des Landschaftsverbands Rheinland, Bonn 2013.

### Wichtige ältere Forschungsliteratur
- Julius Ficker: Engelbert der Heilige, Erzbischof von Köln und Reichsverweser, Verlag von J. M. Heberle (H. Lempertz), Köln 1853 (Digitalisat), Nachdruck: Aalen 1985.
- Vinzenz Jakob von Zuccalmaglio: Engelbert der Heilige, Graf von Berg, Erzbischof von Köln und Wiederhersteller der deutschen Reichs-Einheit. Ein Vortrag. Opladen 1875 (Digitalisat).
- Franz Emil Brandstäter: Engelbert mit dem Beinamen „der Heilige“, Erzbischof von Köln, Graf von Berg, Herzog von Westfalen und Niederlothringen, Verweser des deutschen Reichs. In: Jahrbuch des Vereins für Orts- und Heimatkunde in der Grafschaft Mark, Band 5 (1890–1891), S. 139–158 (Digitalisat).
- Wolfgang Kleist: Der Tod des Erzbischofs Engelbert von Köln. Eine kritische Studie. In: Zeitschrift für vaterländische Geschichte und Altertumskunde. Band 75 (1917), S. 182–249.
- Hans Foerster: Engelbert von Berg, der Heilige (= Bergische Forschungen. Bd. 1). Martini und Gruttefien, Elberfeld 1925.

### Neuere Forschungsliteratur
- Thomas R. Kraus: Die Entstehung der Landesherrschaft der Grafen von Berg bis zum Jahr 1225 (= Bergische Forschungen. Band 16). Ph. C. W. Schmidt, Neustadt an der Aisch 1980, ISBN 3-87707-024-8.
- Paul Steinebach: Untersuchung hochmittelalterlicher Städte. Stadtgründungen, Kondominate und Privilegien Erzbischof Engelberts I. von Köln. Hannover 1984.
- Josef Lothmann: Erzbischof Engelbert I. von Köln (1216–1225), Graf von Berg, Erzbischof und Herzog, Reichsverweser (= Veröffentlichungen des Kölnischen Geschichtsvereins. Bd. 38). Dissertation, Köln 1993.
- Gerhard E. Sollbach: Der gewaltsame Tod des Erzbischofs Engelbert I. von Köln am 7. November 1225. Ein mittelalterlicher Kriminalfall. In: Jahrbuch des Vereins für Ort- und Heimatkunde in der Grafschaft Mark, Band 93/94 (1995), S. 7–49.
- Wido Meister: Der Hohlweg, in dem der Erzbischof Engelbert von Berg überfallen wurde. In: Romerike Berge. Heft 4/2003, S. 2–6.
- LWL-Museum für Archäologie (Hrsg.): Ritter, Burgen und Intrigen. Aufruhr 1225! Das Mittelalter an Rhein und Ruhr. Ausstellungskatalog. Philipp von Zabern, Mainz 2010. Darin:
  - Heinz Finger: Der gewaltsame Tod des Kölner Erzbischofs Engelbert und die Vorgeschichte. S. 21–33.
  - Ulrich Andermann: Die Verschwörung gegen Engelbert I. von Köln am 7. November 1225 und ihre Folgen. Versuch einer rechtsgeschichtlichen Rekonstruktion und Bewertung. S. 35–46.
  - Wilhelm Janssen: Adelsherrschaft und Herzogsgewalt. Politische Strukturen und Entwicklungen zwischen Ruhr und Lippe 1180–1300. S. 47–58.
- Bernhard Suermann: Rücksichtsloser Machtmensch? Verteidiger der Kirche? Kompromissbereiter Friedenswahrer? Ein Beitrag zur Engelbert-Rezeption. In: Zeitschrift des Bergischen Geschichtsvereins, Band 103 (2010–2011), Neustadt an der Aisch 2012, ISBN 978-3-87707-854-9, S. 6–21.
- Alexander Berner: Kreuzzug und regionale Herrschaft. Die älteren Grafen von Berg 1147–1225. Böhlau, Köln 2014, ISBN 978-3-412-22357-1.